# Austroleptidae
Famille
Les Austroleptidae sont une famille de diptères.

## Liste des genres
Selon Catalogue of Life (4 mai 2019) :
- genre Austroleptis Henry, 1920